# 大田原町
大田原町（おおたわらまち）は栃木県の北東部、那須郡に属していた町である。現在の大田原市は1954年（昭和29年）に新設合併で発足したものであり、本町とは別の自治体である。

## 地理
- 河川：蛇尾川

## 歴史
- 1889年（明治22年）4月1日 町村制施行により、大田原宿、苅切村が合併し那須郡大田原町が成立する。
- 1954年（昭和29年）12月1日 親園村、金田村と合併し大田原市を新設する。

## 行政

### 町長
| 代 | 氏名         | 就任                   | 退任                   | 備考                             |
| -- | ------------ | ---------------------- | ---------------------- | -------------------------------- |
| 1  | 藤田吉亨     | 1889年（明治22年）4月  | 1889年（明治22年）8月  |                                  |
| 2  | 阿久津忠武   | 1889年（明治22年）9月  | 1892年（明治25年）1月  |                                  |
| 3  | 若色良譲     | 1892年（明治25年）2月  | 1897年（明治30年）9月  |                                  |
| 4  | 田代太郎三郎 | 1898年（明治31年）3月  | 1899年（明治32年）4月  |                                  |
| 5  | 大田原徳盈   | 1899年（明治32年）4月  | 1903年（明治36年）6月  |                                  |
| 6  | 藤田吉亨     | 1903年（明治36年）7月  | 1906年(明治39年)11月   |                                  |
| 7  | 雨宮克       | 1906年（明治29年）12月 | 1908年（明治41年）3月  |                                  |
| 8  | 小口融四郎   | 1908年（明治41年）3月  | 1909年（明治42年）4月  |                                  |
| 9  | 安藤直一     | 1909年（明治42年）5月  | 1911年（明治44年）3月  |                                  |
| 10 | 久利生松雄   | 1911年（明治44年）4月  | 1913年（大正2年）5月   |                                  |
| 11 | 大橋直次郎   | 1913年（大正2年）5月   | 1916年（大正5年）6月   |                                  |
| 12 | 阿久津透     | 1917年（大正6年）1月   | 1921年（大正10年）1月  |                                  |
| 13 | 若林五郎平   | 1921年（大正10年）1月  | 1924年（大正13年）6月  |                                  |
| 14 | 川上保太郎   | 1924年（大正13年）6月  | 1928年（昭和3年）12月  |                                  |
| 15 | 室井音吉     | 1929年（昭和4年）2月   | 1929年（昭和4年）10月  |                                  |
| 16 | 大橋直次郎   | 1929年（昭和4年）11月  | 1930年(昭和5年)12月    | 再任                             |
| 17 | 川上利一     | 1930年（昭和5年）12月  | 1933年（昭和8年）4月   |                                  |
| 18 | 青柳徳之輔   | 1933年（昭和8年）5月   | 1937年（昭和12年）4月  |                                  |
| 19 | 若林末造     | 1937年（昭和12年）5月  | 1941年（昭和16年）5月  |                                  |
| 20 | 増渕音一郎   | 1941年（昭和16年）5月  | 1946年（昭和21年）5月  |                                  |
| 21 | 益子万吉     | 1947年（昭和22年）4月  | 1954年（昭和29年）11月 | 町村合併。初代大田原市長となる。 |